# Стрейстень
Стрейстень (рум. Străisteni) — село в складі муніципію Кишинів в Молдові. Входить до складу сектора Ботаніка та до складу комуни, адміністративним центром якої є село Бечой.